# Jean-Paul Makaya
Jean-Paul Makaya est un boxeur gabonais mort le 28 mai 2006 à Libreville.

## Carrière
Jean-Paul Makaya est médaillé de bronze dans la catégorie des poids mi-mouches aux Jeux africains d'Alger en 1978. Il est ensuite médaillé d'or dans la catégorie des poids mi-mouches aux Championnats d'Afrique de Benghazi en 1979.